# Herbert Wallbrecher
Herbert Wallbrecher (* 21. Juni 1922 in Hagen (Westfalen); † 5. Januar 1997 in Bad Tölz) war ein deutscher Wirtschaftsjurist, der zusammen mit seiner Frau Traudl Wallbrecher  die Katholische Integrierte Gemeinde initiiert hat.

## Leben
Seit seiner Jugend gehörte er dem katholischen Bund Neudeutschland an, der 1939 vom nationalsozialistischen Regime verboten wurde. Aus dieser Zeit stammte die lebenslange Freundschaft mit Johannes Joachim Degenhardt, dem späteren Kardinal und Erzbischof von Paderborn. 1941 fielen seine beiden älteren Brüder im Russlandfeldzug. 1944 konnte er sein juristisches Kriegs-Staatsexamen machen, nach dem Krieg zum Dr. iur. promovieren und sich nach Kriegsende als Rechtsanwalt niederlassen, weil er keine Entnazifizierung durchlaufen musste.
Über die Cousine eines Kriegskameraden, die Mitglied der Heliand-Gruppe von Traudl Weiß in München-Schwabing war, erfuhr er von ihrem Austritt aus dem Heliand-Bund und von der Gründung des „Jungen Bundes“. Er reiste 1948 nach Bayern, um diese Gruppe persönlich kennen zu lernen. Am 2. Oktober 1949 heiratete er Traudl Weiß in München; sie zog zu ihm nach Hagen. Dort übertrug er ihr die vom Vater geerbte Versicherungsagentur, während er selbst als Anwalt tätig war. Drei Kinder wurden in Hagen geboren. 1960 zog die Familie nach München, wo im selben Jahr das jüngste der vier Kinder geboren wurde.
Herbert Wallbrecher unterstützte von Anfang an seine Frau beim Aufbau der Gruppe, aus der 1968 die Katholische Integrierte Gemeinde entstand. Mit seinem Vermögen und Sachverstand schuf er die Basis für die Unabhängigkeit der Integrierten Gemeinde von staatlicher und kirchlicher Subvention. Einen Freiraum des Denkens und Handelns zu schaffen, war für ihn essentiell.
So gründete er mit anderen Gemeindemitgliedern zusammen 1973 die Integra-Spar- und Kreditgenossenschaft um Projekte der Integrierten Gemeinde beispielsweise in Tansania finanzieren zu können.
Gleichzeitig beteiligte er sich im Austausch mit den Theologen der Integrierten Gemeinde an der theologischen Reflexion. Ein Hauptbegriff, über den er immer wieder nachdachte, war die Gottesfurcht.
Auch politisch war Wallbrecher engagiert. Zwölf Jahre war er als CSU-Mitglied Vorsitzender des Bezirksausschusses 9b im Münchner Schlachthof- und Wiesenviertel. In einem „Forum sozialer Demokraten“ sammelte er Interessierte, in dem er über Parteigrenzen hinweg Lösungen für aktuelle politische Probleme diskutierte.
Er ist Namensgeber der Herbert Wallbrecher-Schule, einer Grundschule der Pfarrei in Mikese in Tansania.

## Schriften
- Beilage zu Heute in Kirche und Welt Nr. 11/2005: „Gedanken zur sozialen Marktwirtschaft aus christlichem Geist“, S 6, ISSN 1616-2293
- „‚Arm vor Gott‘ – eine Auslegung für heute – zum 10. Todestag von Dr. Herbert Wallbrecher“ von Arnold Stötzel, in: Heute in Kirche und Welt, Nr. 2/2007, S. 13.
- Zitate aus seinen Briefen: Achim Buckenmaier: „Der Herr ist König geworden“, in: Heute in Kirche und Welt, Nr. 4/2007, S. 11.